# Качинський (заказник)
Качи́нський зака́зник — ландшафтний заказник місцевого значення в Україні. Об'єкт розташований на території Камінь-Каширського району Волинської області, с. Качин.
Площа — 64 га, статус отриманий у 1992 році.
Статус надано з метою збереження і охорони озера льодовикового походження Качин та навколишньої території. Площа озера — 41 га, середня глибина — 3 м, максимальна — 4 м. Територія заказника також включає болото зі значними покладами торфу та узбережжя озера, де насаджені робінія звичайна (Robinia pseudoacacia), карагана дерев'яниста (Caragana arborescens), тополя біла (Populus alba), різні види чагарників і різнотрав'я.